# 五ケ別府町
五ケ別府町（ごかべっぷちょう）は、鹿児島県鹿児島市の町。旧薩摩国谿山郡谷山郷五ケ別府村、谿山郡谷山村大字五ケ別府、鹿児島郡谷山町大字五ケ別府、谷山市五ケ別府町。郵便番号は891-0101。人口は1,021人、世帯数は476世帯（2020年4月1日現在）。

## 地理
鹿児島市の西部、永田川上流域から中流域の間に位置している。町域の北方には鹿児島県道24号鹿児島東市来線を挟んで西別府町、南方には皇徳寺台、中山町、東方には山田町、星ヶ峯、田上、西方には春山町、石谷町がそれぞれ接している。元々は皇徳寺台、星ヶ峯の一部の区域は五ケ別府町に属しており、ニュータウン造成に伴う町名設置により分割されたものである。
教育施設は町域の北部に鹿児島実業高等学校及び鹿児島工学院専門学校が所在しており、鹿児島実業高等学校には運営母体である学校法人川島学園の本部が設置されている。また、1986年まで五ケ別府町には鹿児島市立宮川小学校があったが、皇徳寺台の人口増加に伴い皇徳寺台四丁目に移転している。跡地は宮川幼稚園及び鹿児島市宮川野外活動センターとして利用されている。
町域の北端部を鹿児島県道24号鹿児島東市来線、北部を鹿児島本線、中央部を鹿児島県道35号永吉入佐鹿児島線がそれぞれ東西に通り、県道35号に沿って春山町方面より永田川が流れており、流域には川口や炭床などの集落が形成されている。

### 河川
- 永田川

### 町名の由来
「谷山市誌」によれば、人僅かの小集落でその土地は朝廷より別の勅符によりて人に賜る勅旨田（賜田）の一つであり（別府）、五ケについては「五ケ別府郷土誌」によれば、「山中に僅少の人口の栖止して五軒計りの籬落あるをばかく名つくるか」とある。

## 歴史

### 先史時代
五ケ別府町では永田川上流の渓谷を挟んだ台地上に土器の破片や石器などが散布または出土しており、炭床仁、仙山、川口、菖蒲口、塔ノ原、三重野原では磨製石器や土器が発見されている。鹿児島市宮川野外活動センター（旧宮川小学校）の東側には弥生時代の破片が発見された塔ノ原遺跡がある。

### 中世の五ケ別府
五ケ別府という地名は古くは室町時代より見え、薩摩国のうちであった。古くは上別府村とも呼ばれ山田氏が領していた。寛正6年（1465年）の鹿児島諏訪社祭次第には「五番＜己丑年＞＜花棚 西田 谷山五ケ別府 東之別府 谷山之山田＞」とあり、当地は花棚（現在の川上町の一部）、西田などと共に諏訪社祭礼役の5番目に編成されていた。

### 近世の五ケ別府
江戸時代には薩摩国谿山郡谷山郷（外城）のうちであった。古くは山田郷に属していたが、後に谷山郷（外城）のうちとなった。村高は「天保郷帳」では489石余、「郡村高辻帳」では489石余、「三州御治世要覧」では526石余、「旧高旧領取調帳」では718石余であった。
五ケ別府村には庄屋所が置かれた。五ケ別府村に居住していた士族は農業も営んでいた。村の中央には射場が置かれた。

### 町村制施行以降
1889年（明治22年）4月1日に町村制が施行されたのに伴い、上福元村、下福元村、和田村、塩屋村、松崎町、平川村、中村、五ケ別府村、山田村の区域より谿山郡谷山村が成立した。それまでの五ケ別府村は谷山村の大字「五ケ別府」となった。1897年（明治30年）4月1日に「 鹿兒島縣下國界竝郡界變更及郡廢置法律」によって谿山郡が北大隅郡と共に鹿児島郡に編入され、谿山郡に属していた谷山村は鹿児島郡のうちとなった。
1924年（大正13年）には谷山村が町制施行し谷山町となった。1958年（昭和33年）10月1日に谷山町が市制施行し谷山市となり、大字五ケ別府は谷山市の町「五ケ別府町」となった。1967年（昭和42年）4月28日には谷山市と鹿児島市が対等合併し鹿児島市となった。これに伴い五ケ別府町は鹿児島市の町となった。
1978年（昭和53年）には宮川幼稚園が鹿児島市によって開設され、1986年（昭和61年）には鹿児島市立宮川小学校が五ケ別府町より皇徳寺台四丁目（当時は五ケ別府町）に移転した。翌年の1987年（昭和62年）には宮川小学校跡地に宮川野外活動センターが開所した。
1989年（平成元年）2月13日に田上町、五ケ別府町、山田町の各一部にあたる「星ヶ峯団地地区」において住居表示が実施されることとなったのに伴い、田上町及び山田町、五ケ別府町の各一部より星ヶ峯二丁目、五ケ別府町の一部より星ヶ峯三丁目、山田町及び五ケ別府町の各一部より星ヶ峯四丁目、星ヶ峯五丁目が設置された。
1992年（平成4年）9月14日には五ケ別府町および山田町の各一部にあたる皇徳寺ニュータウン地区において住居表示が実施されることとなり、五ケ別府町及び山田町の各一部より皇徳寺台四丁目、五ケ別府町の一部より皇徳寺台五丁目が設置された。1995年（平成7年）には城西にあった鹿児島実業高等学校が五ケ別府町に移転した。1997年（平成9年）11月17日に五ケ別府町の一部及び皇徳寺台五丁目の一部が皇徳寺台四丁目に編入され、五ケ別府町の一部が皇徳寺台五丁目に編入された。2004年（平成16年）4月1日には星ヶ峯みなみ台の区域にあたる五ケ別府町の区域を編入し、星ヶ峯六丁目が設置された。

### 町域の変遷
| 変更後                 | 変更年             | 変更前                 |
| ---------------------- | ------------------ | ---------------------- |
| 星ヶ峯二丁目（新設）   | 1989年（平成元年） | 田上町（一部）         |
| 星ヶ峯二丁目（新設）   | 1989年（平成元年） | 山田町（一部）         |
| 星ヶ峯二丁目（新設）   | 1989年（平成元年） | 五ケ別府町（一部）     |
| 星ヶ峯三丁目（新設）   | 1989年（平成元年） | 五ケ別府町（一部）     |
| 星ヶ峯四丁目（新設）   | 1989年（平成元年） | 山田町（一部）         |
| 星ヶ峯四丁目（新設）   | 1989年（平成元年） | 五ケ別府町（一部）     |
| 星ヶ峯五丁目（新設）   | 1989年（平成元年） | 山田町（一部）         |
| 星ヶ峯五丁目（新設）   | 1989年（平成元年） | 五ケ別府町（一部）     |
| 皇徳寺台四丁目（新設） | 1992年（平成4年）  | 五ケ別府町（一部）     |
| 皇徳寺台四丁目（新設） | 1992年（平成4年）  | 山田町（一部）         |
| 皇徳寺台五丁目（新設） | 1992年（平成4年）  | 五ケ別府町（一部）     |
| 皇徳寺台五丁目（編入） | 1997年（平成9年）  | 五ケ別府町（一部）     |
| 皇徳寺台五丁目（編入） | 1997年（平成9年）  | 皇徳寺台四丁目（一部） |
| 皇徳寺台四丁目（編入） | 1997年（平成9年）  | 五ケ別府町（一部）     |
| 星ヶ峯六丁目（新設）   | 2004年（平成16年） | 五ケ別府町（一部）     |

## 人口
以下の表は国勢調査による小地域集計が開始された1995年以降の人口の推移である。
| 年                 | 人口 |
| ------------------ | ---- |
| 1995年（平成7年）  | 922  |
| 2000年（平成12年） | 928  |
| 2005年（平成17年） | 880  |
| 2010年（平成22年） | 832  |
| 2015年（平成27年） | 858  |

## 文化財

### 市指定
- 川口の田の神（有形民俗文化財（民俗資料））[33]

## 施設

### 公共
- 星ヶ峯墓園[34]
- 鹿児島市宮川野外活動センター（旧鹿児島市立宮川小学校跡）[35]

### 教育
- 鹿児島工学院専門学校[36]
- 鹿児島実業高等学校[37]
- 鹿児島市立宮川幼稚園[38]

### 郵便局
- 五ケ別府簡易郵便局[39]

### 寺社
- 鎮守神社
サルタヒコを祀る神社である[40][12]。

### その他
- 学校法人川島学園本部

## 小・中学校の学区
市立小・中学校に通う場合、学区（校区）は以下の通りとなる。
| 町丁       | 区域                                                | 小学校                 | 中学校                 |
| ---------- | --------------------------------------------------- | ---------------------- | ---------------------- |
| 五ケ別府町 | 菖蒲口・塔之原・五ヶ福永 宮園・湯之元・茂頭         | 鹿児島市立星峯西小学校 | 鹿児島市立星峯中学校   |
| 五ケ別府町 | 井手ヶ宇都・笠木・上笠木・川口 柊木山・炭床・三重野 | 鹿児島市立宮川小学校   | 鹿児島市立皇徳寺中学校 |
| 五ケ別府町 | 饅頭石                                              | 鹿児島市立春山小学校   | 鹿児島市立松元中学校   |

## 交通

### 道路
主要地方道
- 鹿児島県道24号鹿児島東市来線
- 鹿児島県道35号永吉入佐鹿児島線

### 鉄道
町域に駅は所在しないが、中央部を鹿児島本線が東西に通っている。最寄駅は田上町にある広木駅または、上谷口町にある上伊集院駅。